# 삼지창박쥐
삼지창박쥐 또는 삼지창잎코박쥐(Asellia tridens)는 잎코박쥐과에 속하는 박쥐의 일종이다. 아프가니스탄, 알제리, 부르키나파소, 차드, 지부티, 이집트, 에리트레아, 에티오피아, 감비아, 이란, 이스라엘, 리비아, 말리, 모리타니, 모로코, 니제르, 오만, 파키스탄, 사우디아라비아, 세네갈, 소말리아, 수단, 튀니지, 예멘에서 발견되며, 탄자니아에서도 서식하는 것으로 추정된다. 자연 서식지는 아열대 또는 열대 건조림과 건조 사바나 지역, 그리고 아열대 또는 열대 기후의 건조 관목 지대와 동굴, 열대 사막 지역이다.